# Mangora foliosa
Mangora foliosa là một loài nhện trong họ Araneidae.
Loài này thuộc chi Mangora. Mangora foliosa được miêu tả năm 1998 bởi Zhu & Chang-Min Yin.